# ارنست هالشتاین
ارنست هالشتاین (انگلیسی: Ernst Hollstein; ۹ دسامبر ۱۸۸۶ – ۹ اوت ۱۹۵۰) بازیکن فوتبال اهل آلمان بود.
از باشگاه‌هایی که در آن بازی کرده‌است می‌توان به باشگاه فوتبال کارلسروهه اف‌وی اشاره کرد.